# Chinese Super League 2006
Die Chinese Super League 2006 war die 3. Spielzeit der höchsten chinesischen Spielklasse im Fußball der Männer. Sie wurde am 11. März 2006 eröffnet und endete am 22. Oktober 2006.
Absteiger war Chongqing Lifan. Chinesischer Meister wurde erstmals seit Einführung der Chinese Super League Shandong Luneng Taishan, das sich am 24. Spieltag mit einem 1:0-Sieg im Heimspiel gegen Beijing Guoan den Titel sicherte.

## Teilnehmer der Saison 2006
| Verein                  | Stadt     | Stadion                        |
| ----------------------- | --------- | ------------------------------ |
| Beijing Guoan           | Peking    | Fengtai-Stadion                |
| Changchun Yatai         | Changchun | Changchun-Stadt-Stadion        |
| Chongqing Lifan         | Chongqing | Yanghe-Stadion                 |
| Dalian Haichang         | Dalian    | Jinzhou-Stadion                |
| FC Liaoning             | Anshan    | Anshan-Stadt-Stadion           |
| Qingdao Zhongneng       | Qingdao   | Yizhong-Stadion                |
| Shandong Luneng Taishan | Jinan     | Shandong-Provinzstadion        |
| Shanghai Shenhua        | Shanghai  | Hongkou-Stadion                |
| Shanghai United         | Shanghai  | Yuanshen Sports Centre Stadium |
| Shenyang Ginde          | Shenyang  | Wulihe-Stadion                 |
| Shenzhen Kingway        | Shenzhen  | Shenzhen-Stadion               |
| Tianjin Teda            | Tianjin   | Minyuan-Stadion                |
| Wuhan Guanggu           | Wuhan     | Xinhualu-Stadion               |
| Xi’an Chanba            | Xi’an     | Shaanxi-Provinzstadion         |
| Xiamen Lanshi           | Xiamen    | Xiamen-Stadion                 |

Fußnoten
1. ↑  Vom 10. bis zum 16. Spieltag wurden die Heimspiele im Leifeng-Stadion in Fushun ausgetragen.
2. ↑  Ab dem 7. Spieltag wurden die Heimspiele im Teda Stadion ausgetragen.

## Abschlusstabelle
| Pl. | Verein                  | Sp. | S  | U  | N  | Tore    | Diff. | Punkte |
| --- | ----------------------- | --- | -- | -- | -- | ------- | ----- | ------ |
| 1.  | Shandong Luneng Taishan | 28  | 22 | 3  | 3  | 074:260 | +48   | 69     |
| 2.  | Shanghai Shenhua        | 28  | 14 | 10 | 4  | 037:190 | +18   | 52     |
| 3.  | Beijing Guoan           | 28  | 13 | 10 | 5  | 027:160 | +11   | 49     |
| 4.  | Changchun Yatai (N)     | 28  | 13 | 7  | 8  | 041:260 | +15   | 46     |
| 5.  | Dalian Shide (M)(P)     | 28  | 13 | 6  | 9  | 043:290 | +14   | 45     |
| 6.  | Tianjin Teda            | 28  | 10 | 10 | 8  | 040:380 | +2    | 40     |
| 7.  | Shanghai United         | 28  | 9  | 12 | 7  | 032:250 | +7    | 39     |
| 8.  | Xiamen Lanshi (N)       | 28  | 9  | 11 | 8  | 028:270 | +1    | 38     |
| 9.  | Xi’an Chanba            | 28  | 8  | 12 | 8  | 033:340 | −1    | 36     |
| 10. | Wuhan Guanggu           | 28  | 8  | 7  | 13 | 028:420 | −14   | 31     |
| 11. | Shenzhen Kingway        | 28  | 8  | 6  | 14 | 022:420 | −20   | 30     |
| 12. | Shenyang Ginde          | 28  | 6  | 8  | 14 | 022:430 | −21   | 26     |
| 13. | FC Liaoning             | 28  | 6  | 8  | 14 | 024:420 | −18   | 26     |
| 14. | Qingdao Zhongneng       | 28  | 6  | 7  | 15 | 025:360 | −11   | 25     |
| 15. | Chongqing Lifan         | 28  | 3  | 7  | 18 | 020:510 | −31   | 16     |

| (M) | Amtierender Meister: Dalian Shide                             |
| (P) | Amtierender Pokalsieger: Dalian Shide                         |
| (N) | Aufsteiger der letzten Saison: Changchun Yatai, Xiamen Lanshi |

## Torschützenliste
| Pl. | Spieler               | Mannschaft              | Tore |
| --- | --------------------- | ----------------------- | ---- |
| 01. | Li Jinyu              | Shandong Luneng Taishan | 26   |
| 02. | Zheng Zhi             | Shandong Luneng Taishan | 21   |
| 03. | Luis Alfredo Ramírez  | Shanghai Shenhua        | 13   |
| 04. | Vicente de Paula Neto | Xi’an Chanba            | 11   |
| 05. | Han Peng              | Shandong Luneng Taishan | 10   |
| 05. | Zoran Janković        | Dalian Shide            | 10   |
| 05. | Zou Yougen            | Xiamen Lanshi           | 10   |